# Alta Val Tidone
Alta Val Tidone (Älta Val Tidon [ˈæːltɐ valː tiˈdõ] in dialetto piacentino e dialetto bobbiese, localmente [ˈaːltɐ valː tiˈdõ]) è un comune italiano sparso di 2 910 abitanti della provincia di Piacenza in Emilia-Romagna. È stato istituito il 1º gennaio 2018 a seguito della fusione dei comuni di Caminata, Nibbiano e Pecorara.
La sede municipale è situata nella frazione di Nibbiano.

## Geografia fisica

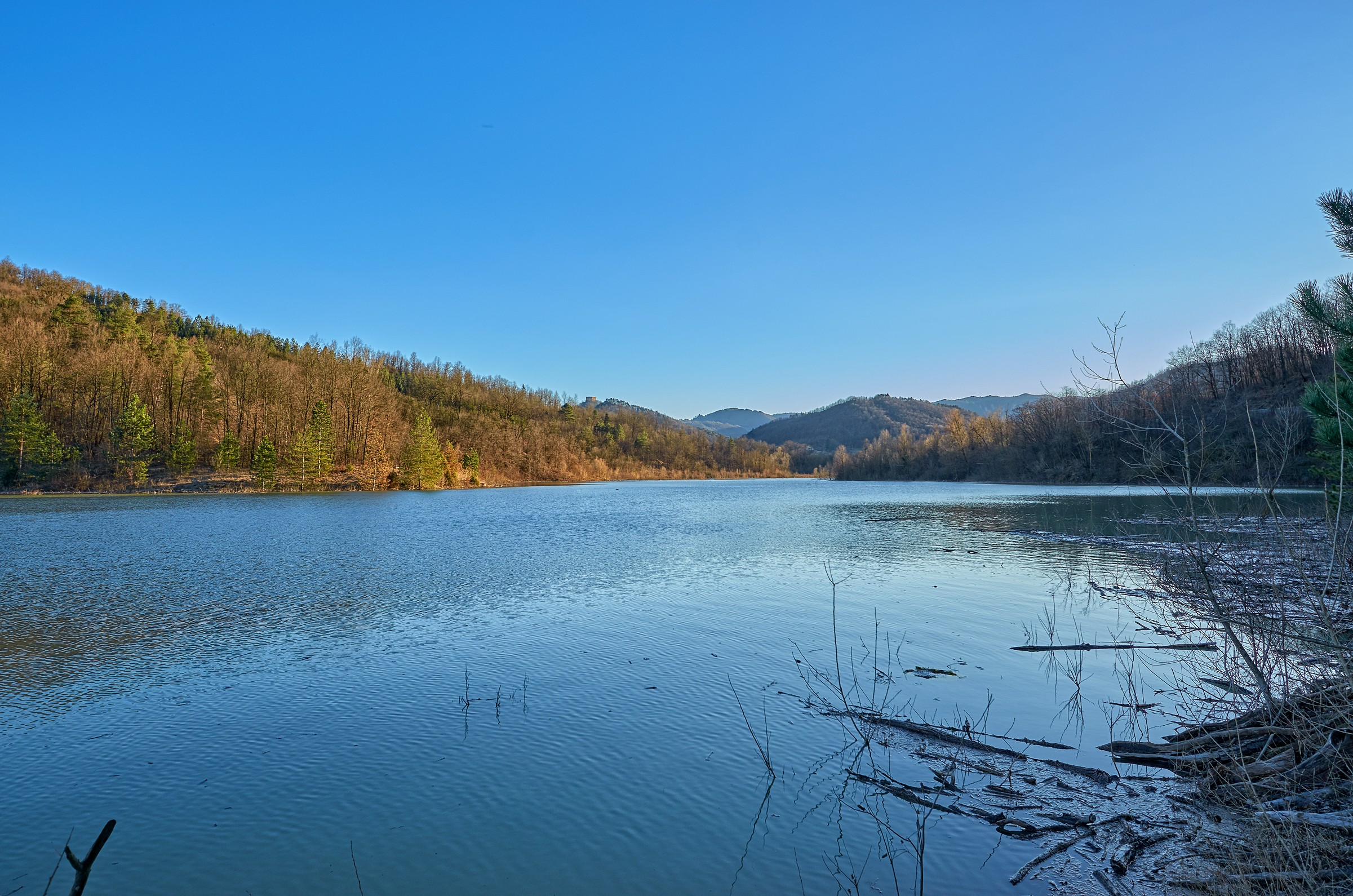
Il lago di Trebecco

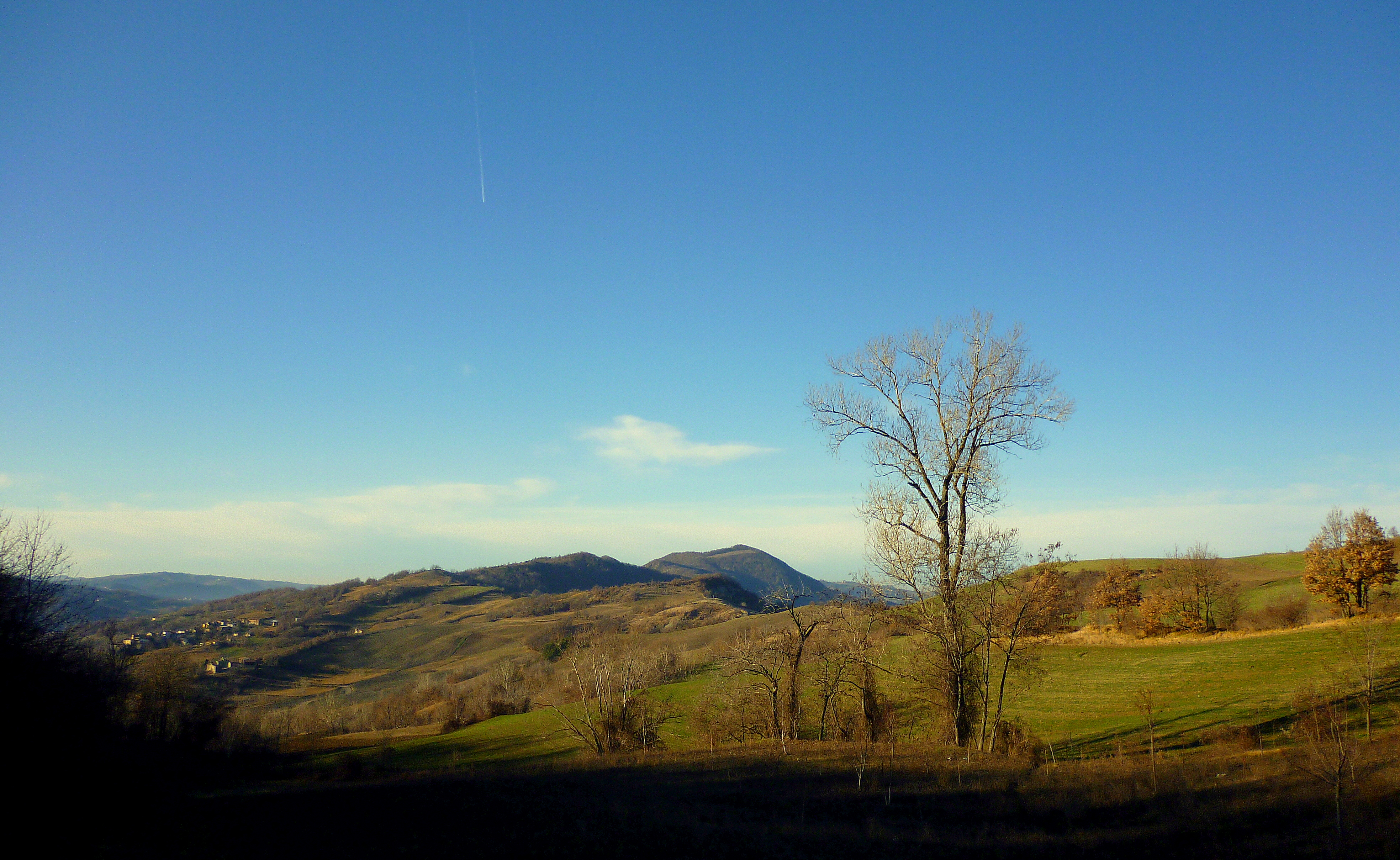
Il monte Aldone, rilievo posto sul confine con il comune di Pianello Val Tidone

Il comune di Alta Val Tidone occupa un'ampia porzione della bassa e media val Tidone, all'estremità occidentale del territorio provinciale, al confine con l'Oltrepò Pavese. Oltre alla val Tidone, il territorio comunale comprende anche la val Tidoncello, formata dall'omonimo torrente affluente di destra del torrente Tidone la cui foce si trova appena a valle di Nibbiano, una piccola parte della valle formata dal torrente Chiarone, anch'esso affluente di destra del Tidone e una piccola parte della val Versa, dove è situata la frazione di Moncasacco, posta a poca distanza dal centro abitato di Pometo, capoluogo del comune di Colli Verdi situato in provincia di Pavia; prima della fusione, la zona di Moncasacco costituiva un'exclave del comune di Caminata. In questa porzione di territorio scorre, per un breve tratto, a partire dalla sua fonte, nel quale segna il confine con la provincia di Pavia, il torrente Versa.
Il territorio comunale si estende dalle prime propaggini collinari dell'Appennino ligure, sul confine con l'alta pianura Padana, nei pressi dell'imbocco nord-orientale della valle, dove sono presenti ampie parti di territorio sostanzialmente pianeggianti, dove è situata la frazione di Strà, fino a zone dalle caratteristiche tipicamente montuose poste nella media valle del Tidone, come Trebecco e nella val Tidoncello dove, nei pressi dello spartiacque tra quest'ultima valle e la val Trebbia si trovano le cime più alte del territorio comunale che superano i 1000 m s.l.m., la Pietra Corva (1078 m s.l.m.) e il monte Mosso (1007 m s.l.m.).
Nella parte meridionale del territorio comunale, sul confine con il comune di Zavattarello, si trova il lago di Trebecco, bacino artificiale sorto a seguito della costruzione a fini idropotabili e idroelettrici, tra il 1921 e il 1928, di una diga lungo il corso del torrente Tidone e che prende il nome dalla frazione di Trebecco in quanto, al momento della costruzione dello sbarramento, gran parte dell'estensione del lago rientrava all'interno del territorio comunale trebecchino, comune in seguito soppresso ed aggregato a Nibbiano.

## Storia
Il territorio di Alta Val Tidone venne abitato sin dall'epoca preistorica, come testimoniato dal ritrovamento di resti di insediamenti umani nella zona di Cicogni.
In epoca romana assunsero, invece, una certa importanza Caminata, che fu un abitato rurale caratterizzato dalla presenza di proprietà fondiarie e dove sono stati trovati i resti di una fornace situata alla foce del rio Cavaglione nel Tidone e Nibbiano, in latino Curte Neblani, grazie alla sua posizione strategica, altri reperti dell'epoca furono rinvenuti più a nord a Trevozzo, dirimpetto alla foce del torrente Chiarone nel Tidone.
In epoca altomedievale i tre centri di Caminata, Nibbiano e Pecorara e le zone circostanti fecero parte, fin dal periodo longobardo, degli antichi possedimenti dell'abbazia di San Colombano di Bobbio citati nelle corti monastiche della val Tidone all'interno della carta redatta da Wala, abate dell'abbazia bobbiese nell'833.
Il 18 luglio 929 è testimoniato il passaggio a Nibbiano dell'arca contenente il corpo di san Colombano durante la traslazione della salma da Bobbio a Pavia e ritorno a Bobbio, operazione dell'abate Gerlanno resa necessaria per contrastare le mire del vescovo di Piacenza sui possedimenti bobbiesi; questa data è stata scelta per le celebrazioni della festa patronale di san Colombano.
A partire dal X secolo, lungo tutta l'asta del Tidone vennero costruiti diversi castelli, tra i quali quelli di Nibbiano, Trebecco e Montemartino, oltre a diverse altre fortificazioni situate nei paesi limitrofi.
Dopo essere entrata a far parte del ducato di Milano negli anni del dominio visconteo, nel XIV secolo l'alta val Tidone, tra cui i territori di Caminata, Pecorara e Trebecco, venne concessa da parte di Gian Galeazzo Visconti a Jacopo Dal Verme, il quale era stato suo fedele capitano e consigliere, entrando così a far parte dello stato Vermesco.
Il territorio di Nibbiano, invece non entrò a far parte dello stato Vermesco, diventando, poi parte del ducato di Parma e Piacenza. Nel 1743, con il trattato di Worms, tutto il territorio entrò a far parte del regno di Sardegna, tuttavia, dopo il successivo trattato di Aquisgrana del 1748, mentre i territori di Caminata e Trebecco rimasero parte della provincia di Bobbio all'interno del regno di Sardegna, i territori di Pecorara e Nibbiano ritornarono al ducato di Parma e Piacenza. Sul confine tra i due stati sorsero diverse dogane tra cui una a Caminata e una a Cicogni.
Tra il 1921 e il 1928, dopo che nei primi decenni del secolo ne era stata più volte paventata l'edificazione, venne costruita su progetto dell'ingegnere Augusto Ballerio, lungo il corso del torrente Tidone, all'interno del territorio comunale di Trebecco che sarebbe, poi, entrato a far parte del comune di Nibbiano, la diga del Molato, la quale diede origine al lago artificiale di Trebecco. L'infrastruttura venne inaugurata nel 1928 alla presenza del capo del governo Benito Mussolini.
Con l'unità d'Italia la divisione tra le due entità statali venne a cessare, ma rimase a livello provinciale, con i comuni di Caminata eTrebecco che entrarono a far parte del circondario di Bobbio della provincia di Pavia.

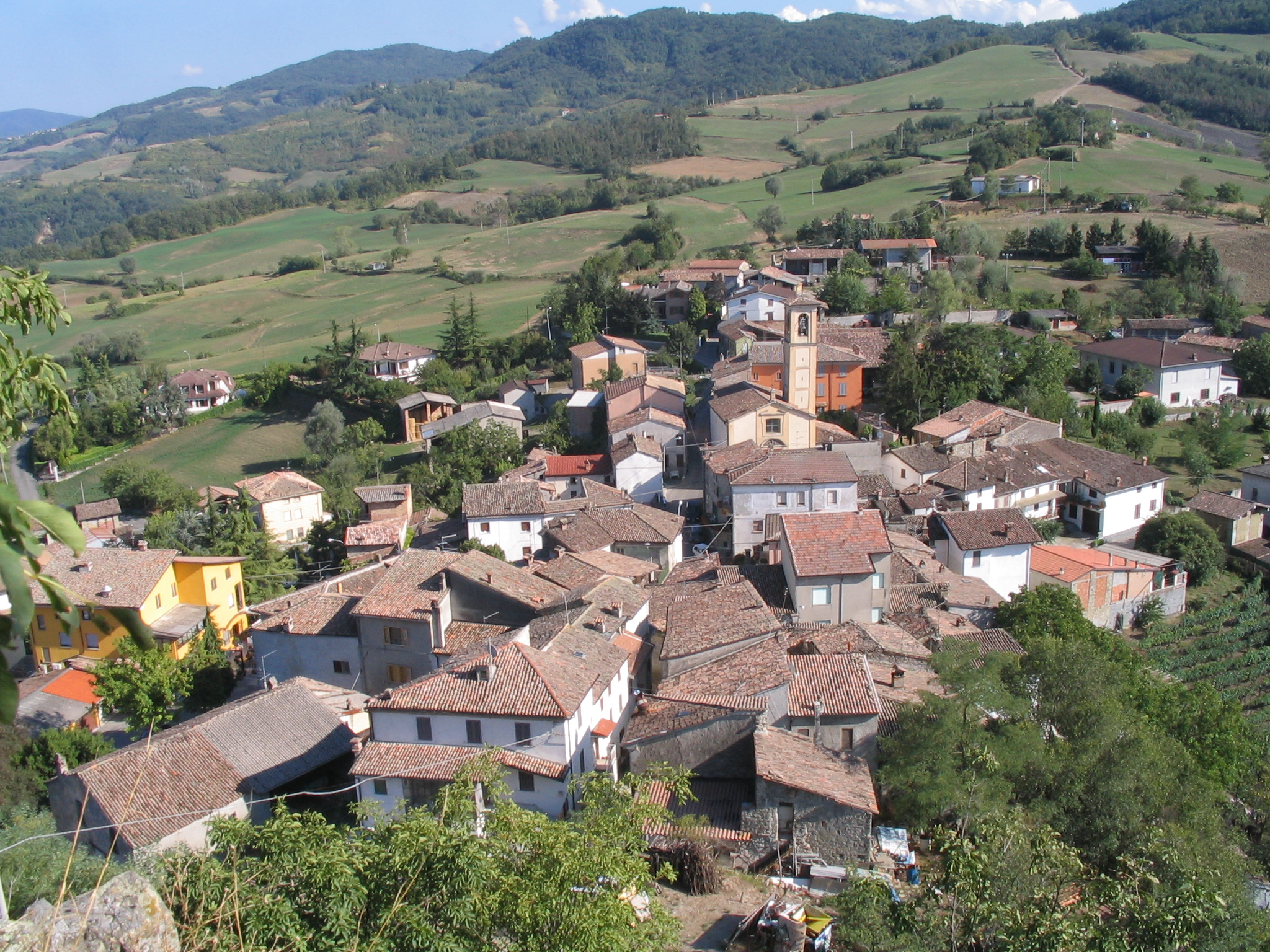
La frazione di Trebecco, comune autonomo fino al 1928

Nel 1923, con lo smembramento del circondario di Bobbio, i comuni di Caminata e Trebecco, insieme agli altri comuni vallivi di Ruino, Romagnese e Zavattarello, furono distaccati dalla provincia di Pavia e assegnati alla provincia di Piacenza.
Questa divisione comportò numerose proteste degli abitanti dei centri dell'alta valle, desiderosi di rimanere sotto la giurisdizione pavese. Le proteste culminarono nella marcia su Bobbio e nell'indizione di alcuni referendum che, tenutisi il 27 febbraio 1925, videro la vittoria della fazione che chiedeva il ritorno in provincia di Pavia. Nel 1926, in parziale accoglimento dei risultati dei referendum, i comuni di Romagnese, Ruino e Zavattarello vennero annessi alla provincia di Pavia, mentre Caminata e Trebecco rimasero parte della provincia di Piacenza. Nel 1928 i comuni di Caminata e di Trebecco vennero soppressi ed il loro territorio venne inglobato nel comune di Nibbiano. Nel 1937 le frazioni di Moncasacco, Mostarine e Casanova, in precedenza parte del comune di Caminata, vennero distaccate dal comune di Nibbiano e aggregate al comune di Pometo, tornando così a far parte della provincia di Pavia.
Durante la seconda guerra mondiale, nell'ambito della resistenza italiana, il territorio fu teatro diversi scontri tra le formazioni partigiane e le truppe nazifasciste, con le formazioni partigiane che arrivarono anche a liberare diverse porzioni di territorio nella parte alta della valle.
Tra gli episodi più rilevanti, il 30 luglio 1944 truppe tedesche e fasciste in fuga dalla zona della rocca d'Olgisio nei pressi della quale era avvenuto uno scontro con le forze partigiane, saccheggiarono e incendiarono diversi edifici nella frazione di Strà, prendendo, poi, in ostaggio nella bottega gestita dalla famiglia Riccardi 9 persone, che furono, poi, uccise lanciando diverse bombe a mano all'interno della bottega. L'evento fu forse una rappresaglia a seguito dell'uccisione di un soldato tedesco o per l'esito negativo dei combattimenti avvenuti nei pressi della rocca d'Olgisio. Un altro tragico episodio avvenne il 31 dicembre dello stesso anno quando, nella località Aie di Busseto, le truppe nazifasciste uccisero 13 partigiani provenienti da varie zone d'Italia.
Nel 1950 venne ricostituito il comune di Caminata ripristinandolo nei confini in vigore fino al 1928.
Nel luglio 2016 i consigli comunali di Caminata, Nibbiano e Pecorara approvarono tre istanze per chiedere alla regione l'avvio della procedura di fusione dei tre enti locali. L'assemblea legislativa della regione Emilia-Romagna approvò il progetto di legge per l'istituzione di un nuovo comune il 28 febbraio 2017, in seguito all'approvazione venne indetto un referendum consultivo nei tre territori comunali, poi fissato per il 28 maggio 2017. Il referendum vide la vittoria del sì in tutti e tre i comuni, permettendo il proseguimento dell'iter di fusione. Il referendum vide anche la scelta del nome del nuovo comune, Alta Val Tidone, che viene istituito il 1º gennaio 2018.
La sede del neocostituito ente venne fissata a Nibbiano, inoltre viene stabilito il nuovo santo patrono comunale, identificato per l'antica storia comune del territorio nel santo abate irlandese San Colombano.

### Simboli
Lo stemma e il gonfalone del comune di Alta Val Tidone sono stati concessi con decreto del presidente della Repubblica del 1º agosto 2019.
Il gonfalone è un drappo di bianco bordato di azzurro.

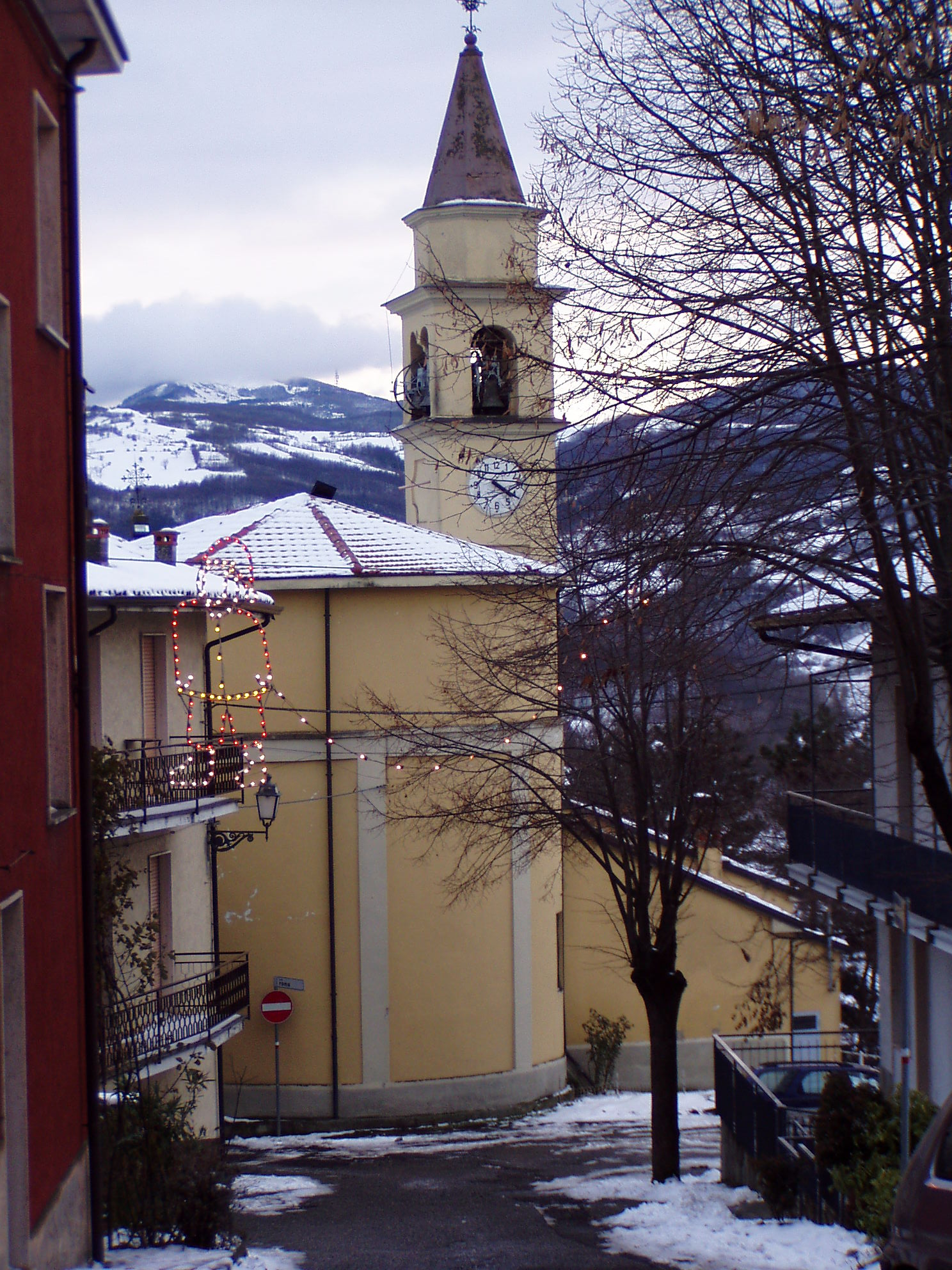
L'abside della chiesa di San Giorgio Martire a Pecorara

## Monumenti e luoghi d'interesse

### Architetture religiose
Chiesa di San Giorgio MartireSituata a Pecorara, fu costruita in stile neoclassico tra il 1792 e il 1797 su progetto di Pietro Speltini, si presenta preceduta da un ampio sagrato lastricato in pietra. La facciata è tripartita a capanna con ordini di lesene poste agli angoli. Per accedere all'interno è presente un singolo portale, raggiungibile dopo aver salito 5 scalini, sopra al quale sono presenti una targa marmorea, una finestra dalla forma a lunetta e una statua raffigurante San Giorgio realizzata da parte dello scultore Paolo Perotti e situata all'interno di una nicchia. L'edificio si caratterizza per una pianta basilicale composta da una navata singola scandita da lesene di ordine dorico che presenta 4 campate con volta a botte. Sui due lati si aprono, nelle prime tre campate, delle cappelle votive laterali di pianta rettangolare. Il presbiterio si presenta sopraelevato rispetto al piano della navata ed è caratterizzato da una struttura rettangolare con volta a botte.
Santuario della Beata Vergine Madre delle GentiSituato nella frazione di Strà, venne costruito nei primi anni '60 per volere dell'allora parroco don Andrea Mutti su progetto dell'architetto Carlo Felice Cattadori nel luogo in cui, durante la seconda guerra mondiale, le forze tedesche avevano ucciso nove civili del posto. Al suo interno conserva la statua in legno della Madonna “Madre delle Genti” realizzata dall'artista Giuseppe Runggaldier e benedetta nel 1958 da Papa Pio XII durante una celebrazione all'interno della basilica di San Pietro.

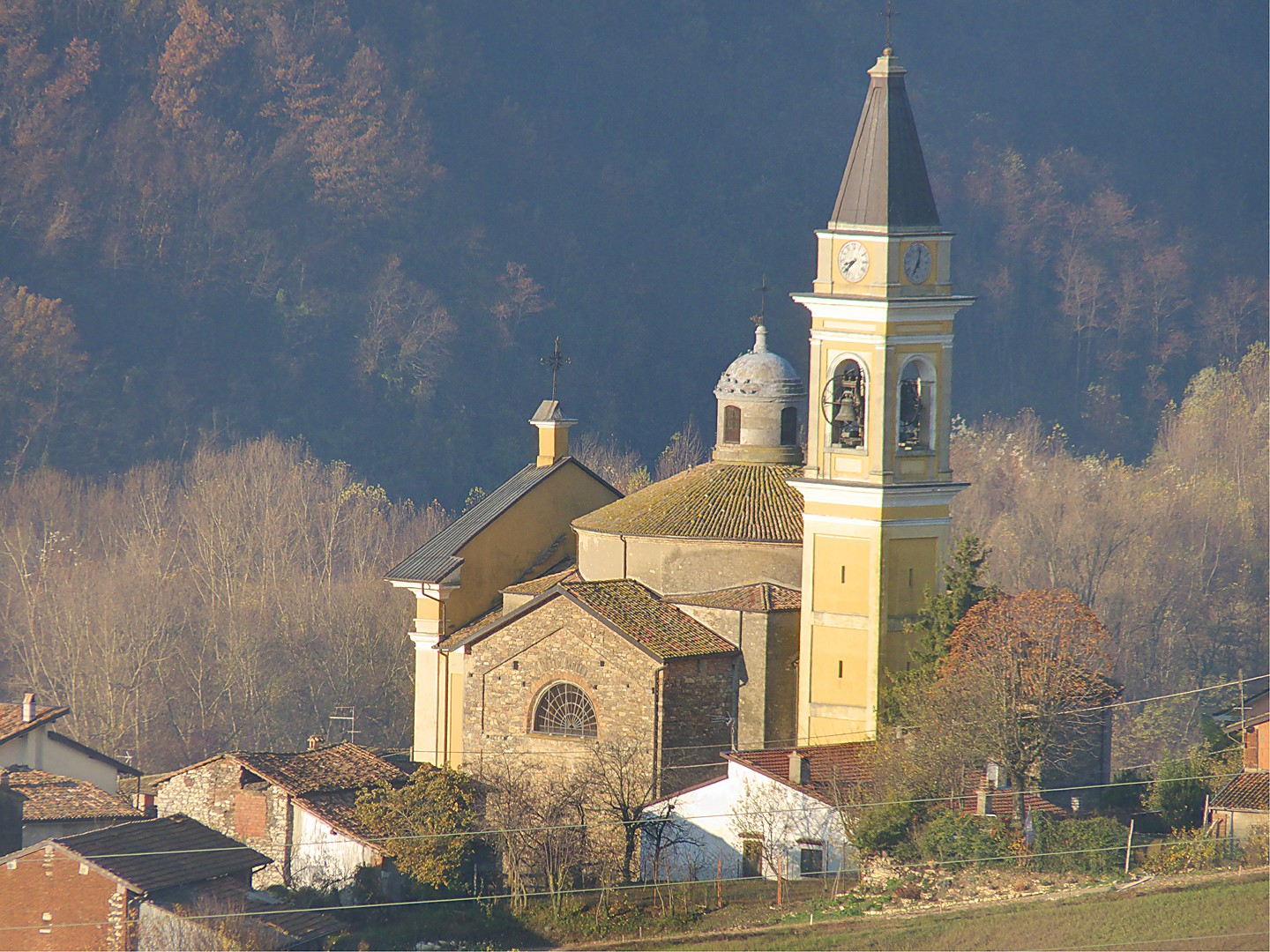
La chiesa dei Santi Timoteo e Sinforiano a Caminata

Chiesa dei Santi Timoteo e SinforianoSituata a Caminata, fu costruita tra il 1796 e il 1856 in stile neoclassico su progetto redatto dall'architetto Pittaluga. Consacrata nel maggio 1916 dal vescovo di Bobbio Pietro Calchi Novati, riprende la dedicazione di un edificio preesistente il quale era già citato, con la sola dedica a san Sinforiano, nell'elenco dei beni dell'abbazia di San Colombano di Bobbio redatto negli anni compresi tra l'833 e l'835 dall'abate Wala. L'edificio presenta una facciata in pieno stile neoclassico preceduta da un sagrato accessibile tramite una serie di scalini realizzati in pietra. La facciata presenta un frontone di forma triangolare ed è rinserrata agli angoli da lesene binate tuscaniche. L'interno è accessibile tramite un unico portale centrale, sormontato da una lunetta con finestra. La chiesa presenta una pianta centrale a croce greca allungata ed è dotata di una cupola con lanterna. La torre campanaria originale, risalente al 1776 e costruita in stile barocco, venne distrutta nel 1932 e sostituita l'anno successivo da una nuova costruzione.

### Architetture militari
Castello di CareggioCostruito prima del 1372, anno in cui venne conquistato dalle truppe fedeli al papa guidate da Dondazio Malvicini, nel XVII secolo risultava di proprietà di Ettore e Antonio Cigala. L'edificio, trasformato in un palazzo e, successivamente, in dimora rurale si presenta molto diverso dall'aspetto originario.
Castello di Castelletto CigalaRealizzato durante gli ultimi anni dell'XI secolo in funzione anti-pavese, l'edificio entrò nelle proprietà della famiglia Cigala nel Quattrocento, venendo ampliato in diversi stralci, dei quali uno, del 1535, vide l'aggiunta di una torre circolare. Avocato dalla Camera Ducale farnesiana, nel 1608 venne riacquistato da Orazio Cigala. Nel 1636 venne pesantemente saccheggiato da parte di truppe spagnole. L'edificio originariamente circondato da fossato su tre lati e da un ripido pendio sul quarto lato, presentava due torri rotonde e un rivellino sul lato opposto del fossato rispetto al castello. Trasformato in complesso colonico, si presenta in discrete condizioni di conservazione.

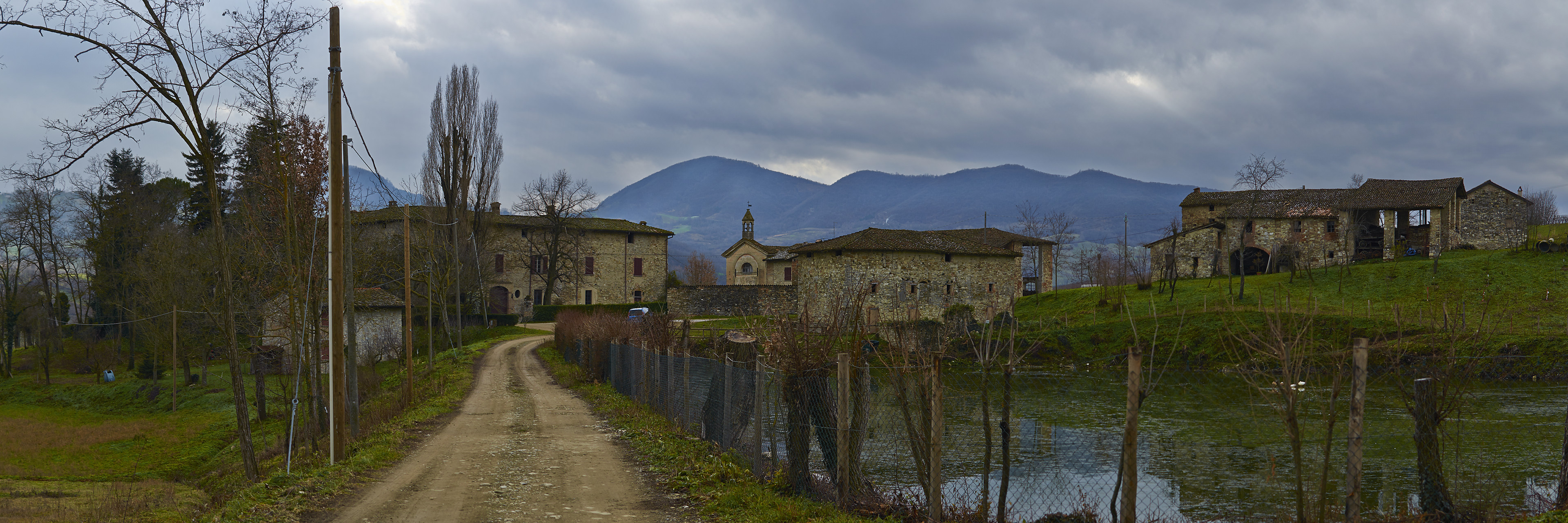
Il castello di Corticelli

Castello di CorticelliCitato per la prima volta in un documento risalente al 1028, il maniero appartenne per diversi secoli alla famiglia del conti Arcelli. Costituito originariamente da una coppia di torri circondate da un fossato e da una cinta muraria al cui interno era posto un oratorio e un piccolo borgo rurale, è stato, nel tempo, oggetto di rimaneggiamenti che hanno reso l'edificio a pianta quadrangolare e hanno comportato l'eliminazione del fossato.
Castello di GenepretoCostruito nel XIII secolo, il castello fu posto sotto attacco nel 1243 da parte degli Svevi e nel 1269 da parte della famiglia Landi, la quale non riuscendo a espugnare l'edificio, decise di dare alle fiamme l'intero borgo di Genepreto. In seguito, passò nel 1408 tra le proprietà della famiglia Malvicini Fontana la quale ottenne l'investitura a marchesi di Genepreto da parte dei Visconti. Così come altri castelli della zona, rimase ai Malvicini Fontana fino alla loro estinzione, avvenuta nel 1792. L'edificio a due piani ha subito molti rimaneggiamenti nel corso del tempo che lo hanno portato alla trasformazione a scopo residenziale e necessita di lavori di ristrutturazione
Castello di MontemartinoCastello costruito in epoca medievale con la funzione di presidio della foce del Tidoncello nel Tidone, punto nel quale la strada per Bobbio si diramava dalla strada che risaliva la val Tidone. Nel corso degli anni l'edificio ha subito diverse modifiche rispetto alla struttura originaria tra cui la costruzione di alcuni edifici addossati ai muri perimetrali, i quali restano, comunque, ancora visibili e l'abbassamento della torre, avvenuto nel periodo compreso tra la fine del XIX e l'inizio del XX secolo.
Castello di NibbianoDocumentato per la prima volta in un atto risalente al 1029, fece parte sino al XIV secolo dei beni del monastero di San Colombano di Bobbio, poi, nel 1335 entrò a far parte dei possedimenti dei marchesi Malvicini Fontana. Nel 1765 divenne proprietà degli Azara. Durante il XIX secolo subì la trasformazione a palazzo residenziale; in seguito a questi importanti rimaneggiamenti l'unica parte superstite dell'edificio medievale è la torre.
Castello di Pieve StaderaPalazzo fortificato costruito sui resti del castello, posto al centro del borgo di Stadera, sede di una pieve che, a partire dall'epoca medievale, fu tra i centri più importanti della giurisdizione ecclesiastica della val Tidone. Oltre al fortilizio posto del centro del borgo, facevano parte del sistema difensivo della pieve altri due fortificazioni, una posta sul Montis Plogosi e una posta sul Monte Suino.
Castello di Sala MandelliCostruito tra l'XI e il XII secolo ad opera del comune di Piacenza, l'edificio venne, in seguito riedificato da parte della famiglia Malvicini Fontana, che godettero della signoria sulla località fin dal 1355, tra il 1693 e il 1701 attuandone la trasformazione a residenza signorile di campagna, circondata da un ampio parco con alberi ad alto fusto. Dell'edificio originale medievale rimane il torrione posto all'ingresso. Il nome Mandelli fu aggiunto all'originale toponimo Sala dopo che, nel 1792 il castello e il borgo entrarono a far parte dei beni della famiglia Mandelli a seguito di lasciti ereditari.
Castello di TassaraCastello e borgo medievali citati in diversi documenti di epoca bassomedievale come pertinenza del vicino castello di Genepreto, fu di proprietà prima dei Malvicini Fontana e, poi, dei Cigala. Il borgo si compone di due parti: quella basse, originariamente sede del castello vero e proprio, la cui struttura primitiva è stata sostituita da un edificio risalente alla fine del Medioevo e quella alta, collegata alla parte bassa tramite un camminamento posto lungo il crinale, dove si trova un torrione scarpato caratterizzato da linee piuttosto grossolane, che lo qualificano, probabilmente, come la parte più antica del borgo.
Castello di TrebeccoEdificio costruito, con ogni probabilità, nel corso del IX secolo sui resti di una preesistente struttura militare, viene citato per la prima volta in documenti risalenti al X secolo. Sorto in una posizione strategicamente favorevole che permetteva di avere sotto controllo una buona parte della val Tidone, secondo il documento di testamento del diacono Gherardo redatto nel 1028, il castello era dotato di una torre, nonché di una chiesa situata al proprio interno. L'edificio, rimasto nelle proprietà della famiglia Dal Verme fino al XX secolo, nonostante sia stato oggetto di una dichiarazione di notevole interesse pubblico, versa in condizioni di assoluto degrado, amplificate dalla costruzione di edifici incongrui, come rimesse di lamiera, piccoli capannoni improvvisati ricoveri per attrezzi di lavoro sorti nelle sue vicinanze.
Castello di TrevozzoCitato per la prima volta nel 1514, anno nel quale venne dato alle fiamme, con tutta probabilità venne edificato in epoca medievale. L'edificio, a lungo parte delle proprietà della famiglia Cattaneo, pur trasformato nel tempo in dimora residenziale, conserva due torri poste sugli angoli e i resti del ponte levatoio posto all'ingresso.
Torre GandiniCasa torre la cui esistenza viene citata in un documento del 1442 con il quale il duca di Milano Filippo Maria Visconti concesse a Niccolò Piccinino l'investitura feudale su diversi territori posti lungo la val Tidone. È caratterizzata da una struttura a base quadrata il cui lato di base misura 10 m. L'accesso all'edificio avveniva al primo piano dove era posto il portale d'ingresso del quale rimangono solo alcuni resti; il piano terra non vede nessuna apertura, mentre nei piani superiori sono presenti feritoie e finestrelle. La torre presenta un pilastro centrale al quale si appoggiavano le travi di sostegno dei piani superiori e del tetto. L'edificio si presenta in condizioni di conservazione precarie e la stabilità strutturale è parzialmente compromessa.

### Aree naturali
Giardino botanico alpino di Pietra CorvaSituato a 950 m s.l.m. sulle pendici della Pietra Corva, nelle vicinanze della frazione di Praticchia, al confine con il territorio comunale di Romagnese, nei pressi dello spartiacque tra la val Tidone e la val Tidoncello, venne fondato nel 1967 dal veterinario e naturalista Antonio Ridella con l'obiettivo di conservare la presenza di piante caratteristiche delle alte quote provenienti da varie parti del mondo, tra le quali la rara Meleagride. All'interno del parco sono ospitate più di 1300 diverse specie, tra le quali varii tipi di primule, Gentiana, Saxifraga, Campanula, garofani e Sempervivum. Gestito a cura della provincia di Pavia e parte dell'Associazione internazionale giardini botanici alpini, a partire dal 2004 ospita la sede del centro studi dell'Appennino settentrionale. All'interno del parco è presente un centro visite inaugurato nel 2001 che ospita un piccolo museo naturalistico.
Giardino botanico CaplezSito in località Cappelluzzo, a 730 m s.l.m. di altitudine tra le frazioni di Tassara e Stadera, è stato realizzato a partire dal 1990 e aperto al pubblico nel 2010. Occupa un'area complessiva di 15000 m², di cui 11 000 dedicati a ospitare circa 1 800 varietà di piante originarie di diverse parti del mondo tra cui campanule, centaurea e salvioni.

### Altro
Osservatorio astronomico LazzarelloSituato nella località Lazzarello, nei pressi dell'omonimo monte, ad un'altitudine di 785 m s.l.m., in una posizione isolata in modo da risentire in maniera minore dell'inquinamento luminoso, si tratta di un osservatorio realizzato e gestito dal gruppo Astrofili di Piacenza con la collaborazione di alcuni enti pubblici e privati, tra i quali il comune di Alta Val Tidone. Nel sito sono presenti un telescopio Schmidt-Cassegrain da 355 mm di diametro e con una lunghezza focale di 3,9 m guidato da un sistema computerizzato che permette di cercare automaticamente oggetti presenti sulla volta celeste e di un telescopio di guida e ripresa della tipologia rifrattore apocromatico caratterizzato da un diametro di 130 mm e da una lunghezza focale di 1 m situato parallelamente al telescopio maggiore per permettere di riprendere anche corpi celesti molto grandi angolarmente e per inseguire la volta celeste durante le riprese.

## Geografia antropica

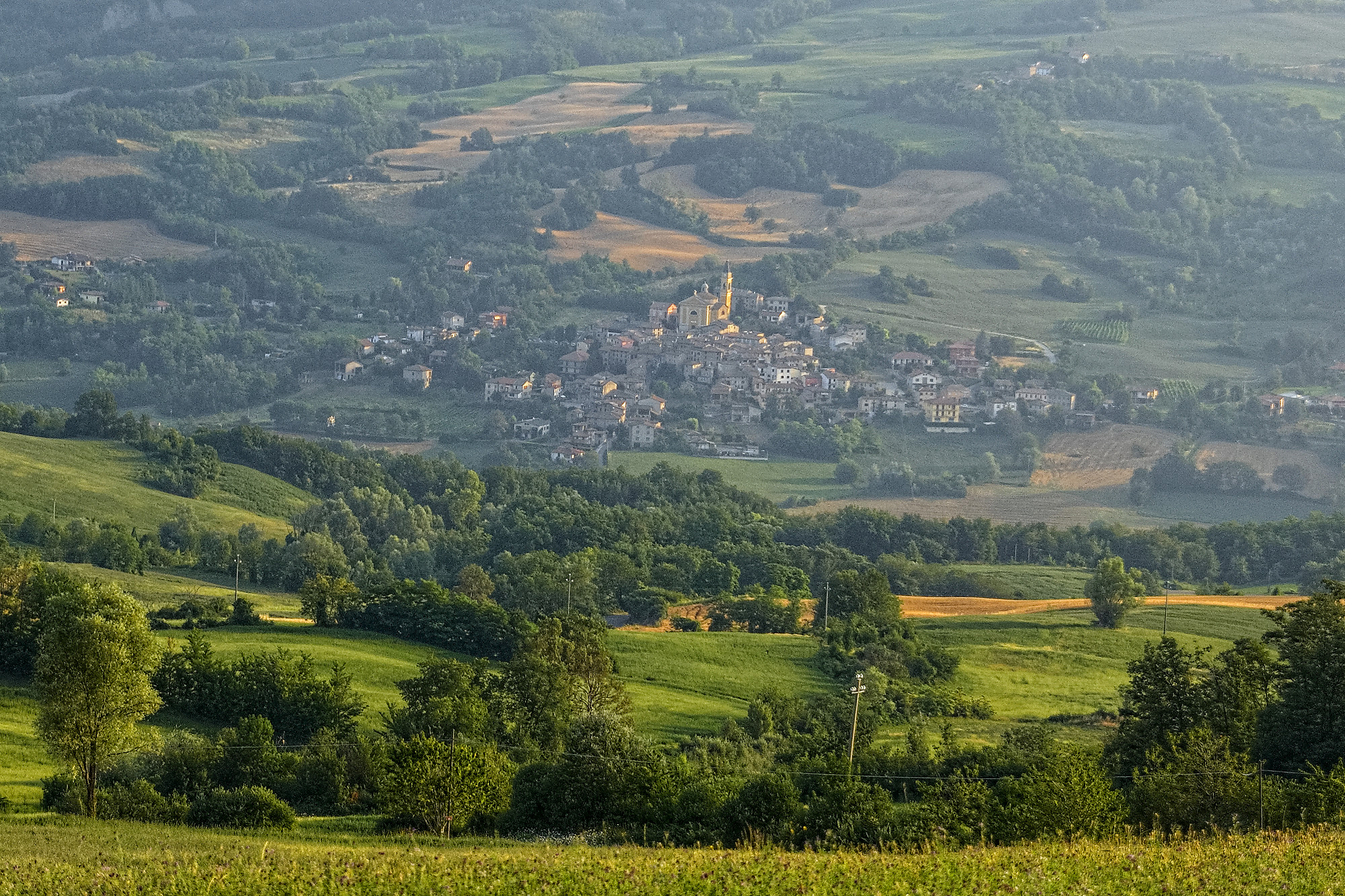
Il centro abitato di Caminata

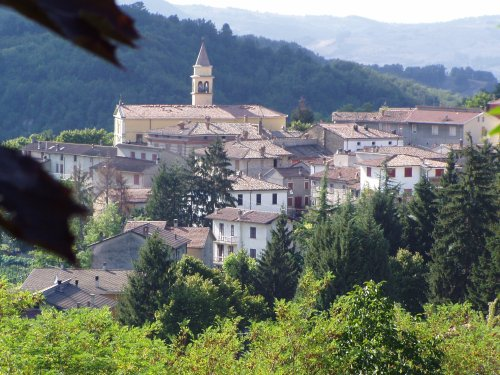
Il centro abitato di Pecorara

Il comune di Alta Val Tidone comprende al suo interno i tre capoluoghi dei comuni che lo hanno originato tramite fusione: Nibbiano, Caminata e Pecorara e tutte le località che costituivano loro frazioni.
Nibbiano si trova sulla sponda destra del torrente Tidone, a un'altitudine di 284 m s.l.m., a monte della foce del Tidoncello. Caminata si trova anch'essa sulla sponda destra del Tidone, pochi chilometri a monte di Nibbiano, ad un'altitudine di 364 m.sl.m, mentre Pecorara si trova in val Tidoncello, sulla sponda destra del torrente, nei pressi della confluenza dei due rami che vi danno origine, il Tidoncello Merlingo e il Tidoncello di Sevizzano, ad un'altitudine di 481 m s.l.m.
Fanno parte del territorio comunale le frazioni, in precedenza inserite nel comune di Nibbiano, di Strà, posta lungo la strada statale 412 della Val Tidone all'estremità settentrionale del comune, Trevozzo, centro abitato più grande dell'ente, situato pochi chilometri a monte di Strà, sempre lungo il percorso della strada statale 412, dirimpetto al centro di Pianello Val Tidone, insieme al quale forma un unico centro abitato, pur appartenendo amministrativamente a due comuni diversi, Trebecco posta in territorio prettamente montano, sulle pendici del monte Bissolo, in posizione dominante rispetto all'omonimo lago e i piccoli borghi di origine medievale di Genepreto, Pieve Stadera, Sala Mandelli e Tassara.
Nel territorio di Alta Val Tidone sono comprese anche le frazioni, precedentemente parte del comune di Caminata, di Moncasacco, Ca' Nova e Mostarine, situate tutte e tre in quella che era l'exclave di Moncasacco e appartenenti geograficamente alla val Versa.
Infine, fanno parte del comune di Alta Val Tidone le frazioni, originariamente dipendenti da Pecorara, di Cicogni, Busseto, Peschiera, Praticchia, Costalta, Lazzerello, Marzonago, Montemartino, Vallerenzo, Poggio Moresco, Caprile, Roncaglie e Sevizzano, nochè i centri storici di Pecorara Vecchia, Monte, Geneprino, Casella, Casa Follini, Casa Fracchioni, Morasco, Corneto e Cà Bazzarri.

## Società

### Evoluzione demografica
Abitanti censiti

## Infrastrutture e trasporti
Tra il 1908 al 1933 Nibbiano fu capolinea di una tranvia a vapore che collegava Nibbiano a Pianello Val Tidone, Castel San Giovanni e Piacenza e lungo cui si trovavano nel territorio comunale le fermate di Strà, Bivio Trevozzo, Trevozzo Chiesa, Trevozzo Corticelli, Genepreto, Pradaglia, Villa Solari, Lentino e Nibbiano. Tra il 1933 e il 1938 il servizio sulla tratta fu limitato a Pianello
Nel 1927 la SIFT, società che aveva in gestione la linea tranviaria, commissionò al Politecnico di Milano, nelle persone degli ingegneri Marco Semenza e Arturo Danusso un progetto che prevedeva la trasformazione delle tranvie della provincia di Piacenza, inclusa la Piacenza-Pianello-Nibbiano, in linee ferroviarie. Nello stesso anno venne costituita a Milano la società ferroviaria Sud Milano, nel cui partecipata dalla SIFT, con lo scopo di realizzare un collegamento ferroviario tra Milano e la val Tidone, con la prospettiva futura di un'ulteriore estensione verso sud. Nonostante gli intenti, nessuno dei progetti relativi a una linea ferroviaria per Nibbiano venne mai realizzato.

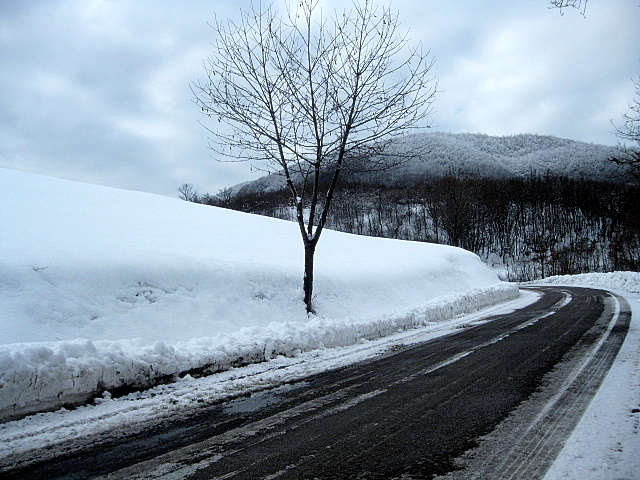
La strada provinciale 65 nei pressi del passo della Caldarola con, sullo sfondo, il monte Lazzaro

Il territorio comunale di Alta Val Tidone è attraversato da nord a sud dal percorso della strada statale 412 della Val Tidone che, proveniente da Milano risale la val Tidone fino a congiungersi alla strada statale 461 del Passo del Penice qualche chilometro a valle dell'omonimo passo.
Oltre alla strada statale 412 il territorio comunale è interessato dal percorso della strada provinciale 34 di Pecorara che, diramandosi dalla strada statale 412 nei pressi di Nibbiano, risale la val Tidoncello raggiungendo Pecorara per poi riunirsi alla strada statale 461 in comune di Bobbio dopo aver valicato il Colle della Crocetta, la strada provinciale 59 di Moncasacco che collega l'omonima frazione con la provincia di Pavia, la strada provinciale 44 di Montalbo che collega Castel San Giovanni a Trevozzo passando per Montalbo, frazione del comune di Ziano Piacentino, la strada provinciale 45 di Tassara e la strada provinciale 45 bis di Stadera che collegano Trevozzo a Nibbiano passando per le frazioni di Tassara e Stadera, la strada provinciale 60 di Croce, la strada provinciale 49 di Rossarola che si dirama dalla strada statale 412 a monte di Caminata e raggiunge il confine con l'Oltrepò Pavese proseguendo, poi, per Pometo, la strada provinciale 70 di Costalta che si dirama dalla strada provinciale 34 nei pressi di Pecorara, raggiungendo l'omonima frazione e, in seguito, il confine con il comune di Romagnese, sullo spartiacque tra val Tidoncello e val Tidone, la strada provinciale 65 della Caldarola e la strada provinciale 68 di Bobbiano che raggiungono, da versanti diversi, il passo della Caldarola, valico situato sul confine con il comune di Bobbio.

## Amministrazione
Di seguito è presentata una tabella relativa alle amministrazioni che si sono succedute in questo comune.
| Periodo         | Periodo        | Primo cittadino  | Partito                                       | Carica      | Note   |
| --------------- | -------------- | ---------------- | --------------------------------------------- | ----------- | ------ |
| 1º gennaio 2018 | 10 giugno 2018 | Leonardo Bianco  |                                               | Comm. pref. | [ 66 ] |
| 11 giugno 2018  | 14 maggio 2023 | Franco Albertini | Lista civica: Radici e futuro                 | Sindaco     | [ 66 ] |
| 14 maggio 2023  | in carica      | Franco Albertini | Lista civica: Alta Val Tidone Radici e futuro | Sindaco     | [ 66 ] |